# Laisrén mac Feradach
Laisrén mac Feradach (mort le 16 septembre 605) ecclésiastique irlandais qui fut abbé d'Iona de 600 à 605.

## Biographie
Laisrén mac Feradach parfois nommé Laisran, appartient à la parentèle du Cenél Conaill . Son grand-père Ninnid est le frère du père de Colomba d'Iona. 
Dans son ouvrage la « Vita de Colomba », Adomnan nous montre Laisrén en train de conduire un groupe de moines ouvriers chargés d'édifier une vaste construction dans l'abbaye de Durrow dans les midlands d'Irlande. Cette anecdote nous montre Laisrén comme rude chef de chantier qui deviendra ensuite un maitre d'ouvrage spirituel. Lors d'un autre épisode, Adoman nous le montre accompagnant Colomba à travers la région rocheuse d'Ardnamurchan en Argyll et conversant avec Diarmaid un moine d'Iona (563- vers 607) qui était le 4e compagnon du fondateur et son messager personnel. Il est plus vraisemblable que Laisrén soit devenu un membre permanent de la communauté monastique de Iona, pendant l'abbatiat de trois années de Baithéne mac Brénainn que pendant la vie de Colomba. Il devient néanmoins le 3e dirigeant de l'abbaye d'Iona et meurt en 605 selon les Annales d'Ulster. Il a comme successeur Fergna Britt mac Faílbi. Sa fête est observée le 16 septembre

## Article lié
- Abbaye d'Iona

## Liens
- Notice dans un dictionnaire ou une encyclopédie généraliste :   - Oxford Dictionary of National Biography